# Margalita Čachnašviliová
Margalita Čachnašviliová, gruzínsky მარგალიტა ჩახნაშვილი (* 9. prosince 1982), je gruzínská profesionální tenistka. Ve své dosavadní kariéře na okruhu WTA Tour nevyhrála žádný turnaj. V rámci okruhu ITF získala do srpna 2012 deset titulů ve dvouhře a pět ve čtyřhře.
Na žebříčku WTA byla ve dvouhře nejvýše klasifikována v červenci 2007 na 134. místě a ve čtyřhře pak v červnu 2009 na 149. místě.
Ve fedcupovém týmu Gruzie debutovala v roce 1998 utkáním 2. skupiny zóny Evropy a Afriky proti Moldavsku, v němž vyhrála dvouhru i čtyřhru. Do srpna 2012 v něm nastoupila k třiceti pěti mezistátním utkáním s bilancí 21–12 ve dvouhře a 21–10 ve čtyřhře.
Gruzii reprezentovala s Annou Tatišviliovou na londýnských Letních olympijských hrách 2012 v soutěži ženské čtyřhry poté, co pár obdržel jedno z osmi pozvání ve formě divoké karty od Mezinárodní tenisové federace.

## Tituly na turnajích okruhu ITF
| $100,000 tournaments |
| $75,000 tournaments  |
| $50,000 tournaments  |
| $25,000 tournaments  |
| $10,000 tournaments  |

### Dvouhra: 10
| Č.  | Datum              | Turnaj         | Povrch | Soupeřka ve finále      | Výsledek      |
| --- | ------------------ | -------------- | ------ | ----------------------- | ------------- |
| 1.  | 15. září 2002      | Sofie          | antuka | Desislava Topalovová    | 6–3, 4–6, 6–0 |
| 2.  | 13. září 2005      | Tbilisi        | antuka | Manana Šapakidzeová     | 6–2, 6–1      |
| 3.  | 28. listopadu 2005 | Ramat ha-Šaron | tvrdý  | Sharon Fichmanová       | 6–3, 7–6(7-4) |
| 4.  | 5. prosince 2005   | Raanana        | tvrdý  | Cipora Obzilerová       | 6–3, 7–5      |
| 5.  | 8. května 2006     | Antalya-Belek  | antuka | Claire de Gubernatisová | 6–1, 7–5      |
| 6.  | 31. července 2006  | Martina Franca | antuka | Karin Knappová          | 6–3, 7–5      |
| 7.  | 26. června 2007    | Padova         | antuka | Sandra Záhlavová        | 3–6, 6–1, 6–3 |
| 8.  | 14. září 2009      | Neapol         | antuka | Michaela Pochabová      | 6–2, 6–1      |
| 9.  | 3. října 2010      | Tbilisi        | antuka | Tatia Mikadzeová        | 6–4, 3–6, 7–5 |
| 10. | 9. dubna 2011      | Pomezia        | antuka | Annalisa Bonaová        | 1–6, 6–2, 6–2 |

### Čtyřhra: 5
| Č. | Datum            | Turnaj         | Povrch | Spoluhráčka            | Soupeřky ve finále                            | Výsledek           |
| -- | ---------------- | -------------- | ------ | ---------------------- | --------------------------------------------- | ------------------ |
| 1. | 8. května 2006   | Antalya-Belek  | antuka | İpek Şenoğluová        | Claire de Gubernatisová Alexandra Dulgheruová | 6–4, 6–3           |
| 2. | 3. července 2006 | Mont de Marson | antuka | Ioana Raluca Olaruová  | Akgul Amanmuradovová Nina Bratčikovová        | 7–5, 1–6, 6–1      |
| 3. | 21. srpna 2009   | Westende       | tvrdý  | Vasilisa Davidovová    | Emilie Bacquetová Jasmin Wöhrová              | 6–2, 7–5           |
| 4. | 12. června 2011  | Zlín           | antuka | Julia Bejgelzimerová   | Réka-Luca Janiová Katalin Marosiová           | 3–6, 6–1, [10–8]   |
| 5. | 3. června 2012   | Grado          | antuka | Jekatěrine Gorgodzeová | Claudia Giovineová Anastasia Grymalská        | 7–6(7-2), 7–6(7-1) |